# Rostnopping
Rostnopping (Entoloma sarcitum) är en svampart som först beskrevs av Elias Fries, och fick sitt nu gällande namn av Machiel Evert ("Chiel") Noordeloos 1981. Rostnopping ingår i släktet Entoloma och familjen Entolomataceae.  Arten är reproducerande i Sverige. Inga underarter finns listade i Catalogue of Life.